# Battaglia di Baugé
Il 22 marzo 1421 la battaglia di Baugé vide la sconfitta dell'esercito inglese, guidato dal duca di Clarence (circa 3 000 uomini), contro l'armata franco-scozzese di Gilbert Motier de La Fayette e di John Stewart, conte di Buchan. Tale evento segnò la prima sconfitta inglese in una battaglia campale a partire dal 1415.

## Antefatto
Il 30 maggio 1420 il Trattato di Troyes diseredò per i suoi «orribili crimini» il Delfino Carlo, tuttavia detto trattato non fu mai in vigore se non nelle regioni occupate dal re d'Inghilterra e dal duca di Borgogna.
Il 1º dicembre 1420 Enrico V d'Inghilterra fece un'entrata trionfale a Parigi, in compagnia del duca di Borgogna e di Carlo VI di Francia. Il 6 dicembre riunì gli Stati Generali, i quali approvarono il trattato di Troyes e misero al bando il Delfino per decreto del parlamento (3 gennaio 1421). Null'altro si opponeva all'alleanza tra i due regni.
Il sovrano inglese intraprese la via del ritorno accanto ai suoi sudditi inglesi, lasciandosi il giovane fratello, il duca di Clarence, alla testa dell'esercito di occupazione, con la missione di recuperare i territori ancora tenuti dagli Armagnacchi e dal Delfino diseredato.
Dal canto suo, Carlo VII siglò un'alleanza con gli scozzesi ed ottenne importanti rinforzi, che impiegò nel tentativo di riconquistare il regno.

## Svolgimento della battaglia
Il 21 marzo 1421, durante la veglia di Pasqua, l'esercito inglese comandato dal duca di Clarence, forte di 3 000 uomini, si acquartierò presso la città di Baugé; dopo esser stato respinto davanti Angers, si diresse quindi verso Tours, seguendo l'antica strada romana. Le sue forze erano in parte sparpagliate, essendosi gli arcieri di fatto allontanati per saccheggiare i dintorni.
Un cavaliere scozzese fu catturato e condotto davanti al duca di Clarence, che scoprì così che una forza di 5 000 franco-scozzesi si trovava nelle vicinanze. Circa un'ora dopo il tramonto, il duca cercò di sfruttare l'effetto sorpresa ed attaccare con la sola cavalleria, senza attendere il resto delle truppe, specialmente gli arcieri.
Le sue forze si componevano solamente di 1 500 uomini; di fronte aveva circa 5 000 nemici, guidati, gli scozzesi, da Giovanni Stewart conte di Buchan, e i francesi dal ciambellano del Delfino, Gilbert Motier de La Fayette.
Il primo scontro si verificò sul ponte a valle di Vieil-Baugé, validamente difeso da Jean de Fontaine ovvero Guérin de la Fontaine, capitano di Mans; questi obbligò il duca di Clarence a deviare la propria direttrice d'attacco e a tentare l'assalto per la vallata. Troppo impulsivo, il condottiero inglese lanciò il suo attacco sulle truppe avversarie ammassate sulle alture.
Tale attacco, somigliante a quello della cavalleria francese ad Azincourt, fu un fallimento. Lo scontro si risolse per le truppe inglesi in una carneficina, il duca fu ucciso, così come il barone di Ros ed il conte di Tankerville; i conti di Somerset e di Huntingdon furono fatti prigionieri. Gli inglesi persero 1 000 uomini e 500 furono catturati. Le perdite franco-scozzesi furono minime.
Nel corso della notte il conte di Salisbury effettuò una ritirata verso la Normandia con il resto dell'esercito.

## Conseguenze
Le conseguenze della battaglia furono duplici: in primis diede a Carlo VII delle speranze, quindi favorì il riavvicinamento del duca Giovanni V di Bretagna al Delfino. Questi poté allora conquistare Le Mans, assediare Alençon ed avanzare verso Chartres, ove fu fermato dagli inglesi.

## Curiosità
Alcuni storici affermano che all'epoca della battaglia di Baugé, gli scozzesi scoprirono il gioco detto chôle, che fu l'antenato del golf.